# Melizzano
Melizzano is een gemeente in de Italiaanse provincie Benevento (regio Campanië) en telt 1876 inwoners (31-12-2004). De oppervlakte bedraagt 17,5 km², de bevolkingsdichtheid is 110 inwoners per km².
De volgende frazioni maken deel uit van de gemeente: Torello.

## Demografie
Melizzano telt ongeveer 750 huishoudens. Het aantal inwoners daalde in de periode 1991-2001 met 3,1% volgens cijfers uit de tienjaarlijkse volkstellingen van ISTAT.
| Jaar | Inwoneraantal |
| ---- | ------------- |
| 1991 | 1924          |
| 2001 | 1865          |

## Geografie
De gemeente ligt op ongeveer 190 m boven zeeniveau.
Melizzano grenst aan de volgende gemeenten: Amorosi, Castel Campagnano (CE), Dugenta, Frasso Telesino, Solopaca, Telese Terme.